# اگلوشایل
اگلوشایل (به انگلیسی: Egloshayle) یک روستا و محله مدنی در بریتانیا است که در کورنوال واقع شده‌است. اگلوشایل ۴۰۶ نفر جمعیت دارد.